# Milan Damjanović
Milan Damjanović (szerb cirill betűkkel Милан Дамјановић; Knin, 1943. október 15. – Belgrád, 2006. május 23.) Európa-bajnoki ezüstérmes szerb labdarúgó.

## Pályafutása

### A válogatottban
1967 és 1968 között 7 alkalommal szerepelt a jugoszláv válogatottban. Részt vett az 1968-as Európa-bajnokságon.

## Sikerei, díjai
Partizan Beograd
- Jugoszláv bajnok (2): 1962–63, 1964–65
- BEK-döntős (1): 1965–66

Le Mans
- Francia másodosztály (1): 1975–76

Jugoszlávia
- Európa-bajnoki döntős (1): 1968